# Липартиани, Георгий III
Георгий III Липартиани — князь Салипартиано. Сын владетельного князя Мегрелии Вамеха III Дадиани (1658—1662) и Елены, дочери владетельного князя Гурии Мамии IV Гуриели. По мужской линии, внук Георгия II Липартиани (?-1619), младшего сына Мамии IV Дадиани. Эмигрировал в Россию около 1662 г., после чего власть над Салипартиано перешла к Кации Чиковани.
Православная энциклопедия называет Георгия Липартиани, из рода Дадиани, Георгием II и поясняет, что с тех пор, как княжеством начал править род Дадиани, фамилия Липартиани была преобразована в титул. Георгием III православная энциклопедия называет сына Кации Чиквани и его наследника Георгия III Липартиани-Чиквани. Энциклопедия считает годами правления князя 1658–1672. Интерес к князю обусловлен наличием его изображения вместе с его супругой Хварашан в южном рукаве церкви монастыря Мартвили. Изображение князя важно для православных историков тем, что может пролить свет на Чкондидского епископа (чкондидели) Евдемона, изображенного рядом с князем и неизвестного по другим источникам.